# حاجي آباد (لامرد)
حاجي آباد هي إحدى قرى الجمهورية الإیرانیة. تتبع جغرافيا لمقاطعة لامرد محافطة فارس و إداريًا لبلدة تشاه ورز. يبلغ تعداد سكانها 1093 نسمة حسب الإحصاء الذي أجري عام 2006.